# Chlorure d'ytterbium(III)
Le chlorure d'ytterbium(III) (YbCl3) est un composé inorganique. Il réagit avec NiCl2 pour former un catalyseur très efficace pour la déshalogénation réductrice (en) des halogénures d'aryle. Il est toxique s'il est injecté, et légèrement toxique par ingestion. Il s'agit d'un tératogène expérimental, connu pour irriter la peau et les yeux.

## Histoire
La synthèse de YbCl3 a été signalée pour la première fois par Jan Hoogschagen en 1946. Il s'agit aujourd'hui d'une source d'ions Yb3+ disponible dans le commerce et donc d'un intérêt chimique important.

## Propriétés chimiques
La configuration électronique de l'ion Yb+3 (de YbCl3) est 4f135s25p6, ce qui a des implications cruciales pour le comportement chimique de Yb+3. De plus, la taille de l'ion Yb+3 régit son comportement catalytique et ses applications biologiques. Par exemple, alors que Ce+3 et Yb+3 ont tous deux un seul électron f non apparié, Ce+3 est beaucoup plus grand que Yb+3 car les lanthanides deviennent beaucoup plus petits avec l'augmentation de la charge nucléaire effective, du fait que les électrons f ne sont pas si bien écrantés que les électrons d. Ce comportement est connu sous le nom de contraction des lanthanides. La petite taille de l'ion Yb+3 produit un comportement catalytique rapide, avec un rayon atomique (0,99 Å) comparable à celui de nombreux ions biologiquement importants.
Les propriétés thermodynamiques en phase gazeuse de ce composé chimique sont difficiles à déterminer car il peut être dismuté pour former [YbCl6]−3 ou dimériser. L'espèce Yb2Cl6 a été détectée par spectrométrie de masse à impacts d'électrons (EI) comme étant (Yb2Cl5+). Des complications supplémentaires dans l'obtention de données expérimentales découlent de la myriade de transitions électroniques f-d et f-f de basse énergie. Malgré ces problèmes, les propriétés thermodynamiques de YbCl3 ont été obtenues et le groupe de symétrie C3V lui a été attribué sur la base des quatre vibrations infrarouges actives.

## Préparation
Le chlorure d'ytterbium(III) anhydre peut être produit par la "voie du chlorure d'ammonium",,. Dans la première étape, de l'oxyde d'ytterbium est chauffé avec du chlorure d'ammonium pour produire le sel d'ammonium du pentachlorure :
Yb2O3  +  10 NH4Cl  →   2 (NH4)2YbCl5  +  6 H2O  +  6 NH3
Dans la seconde étape, le sel de chlorure d'ammonium est converti en trichlorure par chauffage sous vide à 350-400 °C :
(NH4)2YbCl5 →   YbCl3  +  2 HCl  +  2 NH3

## Réactions
YbCl3 est un acide de Lewis paramagnétique, comme de nombreux chlorures de lanthanide (en). Il donne lieu à des spectres RMN déplacés par pseudocontact, semblables aux réactifs de décalage RMN.

## Applications en biologie
La biologie membranaire a été grandement influencée par YbCl3, où le mouvement des ions 39K+ et 23Na+ est essentiel pour établir des gradients électrochimiques. La signalisation nerveuse est un aspect fondamental de la vie qui peut être sondé avec YbCl3 à l'aide de techniques RMN. YbCl3 peut aussi être utilisé comme sonde d'ions calcium, de façon similaire à une sonde d'ions sodium.
YbCl3 est également utilisé pour suivre la digestion chez les animaux. Certains additifs aux aliments pour porcs, tels que les probiotiques, peuvent être ajoutés aux aliments solides ou aux liquides à boire. YbCl3 voyage avec l’aliment solide et aide donc à déterminer quelle phase alimentaire est idéale pour incorporer l’additif alimentaire. La concentration de YbCl3 est quantifiée par spectrométrie de masse à plasma à couplage inductif (ICP-MS) à 0,0009 μg/mL près. La concentration de YbCl3 en fonction du temps donne le débit de particules solides dans la digestion de l’animal. L'animal n'est pas intoxiqué par YbCl3 puisque YbCl3 est simplement excrété dans les matières fécales et qu’aucun changement du poids corporel, du poids des organes ou des niveaux d’hématocrite n’a été observé chez la souris.
La nature catalytique de YbCl3 a aussi une application dans les microréseaux d'ADN, appelés également “puces” à ADN. YbCl3 multiplie d'un facteur 50 à 80 l'incorporation de la fluorescéine dans l'ADN cible, ce qui pourrait révolutionner la détection des maladies infectieuses (comme dans un test rapide de la tuberculose).